# Пониці
Пониці (пол. Ponice) — село в Польщі, у гміні Рабка-Здруй Новотарзького повіту Малопольського воєводства.
Населення — 1175 осіб (2011).
У 1975-1998 роках село належало до Новосондецького воєводства.

## Географія
Селом протікає річка Понічанка.

## Демографія
Демографічна структура станом на 31 березня 2011 року:
|          | Загалом | Допрацездатний вік | Працездатний вік | Постпрацездатний вік |
| -------- | ------- | ------------------ | ---------------- | -------------------- |
| Чоловіки | 593     | 156                | 393              | 44                   |
| Жінки    | 582     | 137                | 361              | 84                   |
| Разом    | 1175    | 293                | 754              | 128                  |